# Ryan Suter
Ryan Suter (ur. 21 stycznia 1985 w Madison) – amerykański hokeista, reprezentant USA, dwukrotny olimpijczyk.
Jego ojciec Bob (ur. 1957), brat Garrett (ur. 1987), wujek i kuzyni także zostali hokeistami.

## Kariera
- Wisconsin Badgers (2003–2004)
- Milwaukee Admirals (2004–2005)
- Nashville Predators (2005−2012)
- Minnesota Wild (2012-2021)
- Dallas Stars (2021-)

16 czerwca 2008 podpisał czteroletni kontrakt z Nashville Predators, podczas którego miał zarobić 14 milionów dolarów.
Umowy nie przedłużył i 4 lipca 2012 jako wolny zawodnik przeszedł do Minnesoty Wild, podpisując trzynastoletni kontrakt, analogicznie jak Zach Parise. W lipcu 2021 ogłoszono, że kontrakty obu zostały wykupione przez klub w wymiarze czterech pozostałych lat i obaj stali się wolnymi zawodnikami. 28 lipca 2021 podpisał kontrakt z Dallas Stars.
Uczestniczył w turniejach mistrzostw świata 2005, 2006, 2007, 2009, 2019, zimowych igrzysk olimpijskich 2010, 2014, Pucharu Świata 2016.

## Sukcesy

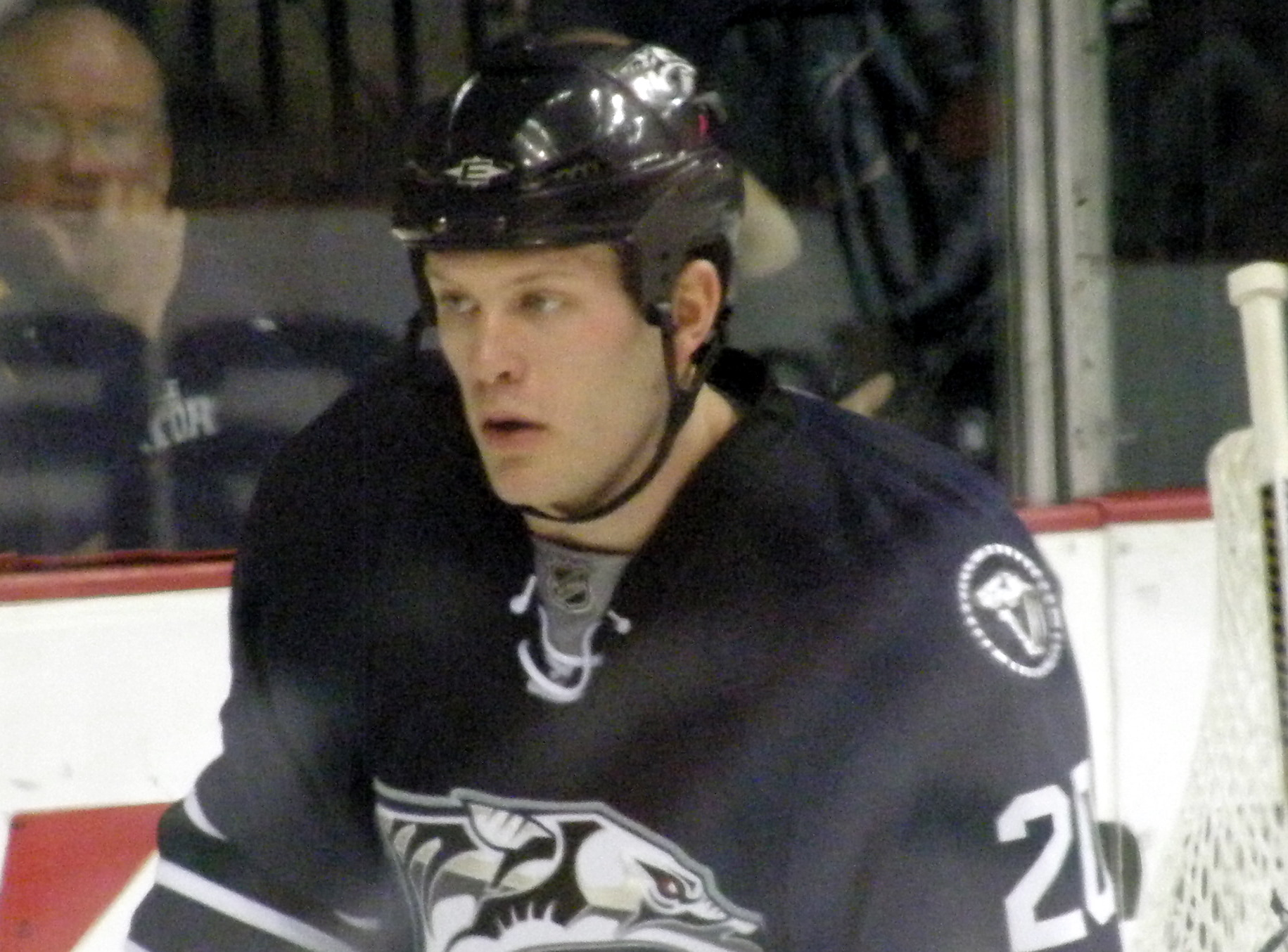
Ryan Suter w barwach Nashville Predators (2010)

Reprezentacyjne
- Złoty medal mistrzostw świata juniorów do lat 18: 2002
- Złoty medal mistrzostw świata juniorów do lat 20: 2004
- Srebrny medal zimowych igrzysk olimpijskich: 2010

Indywidualne
- Mistrzostwa świata juniorów do lat 18 w 2002:
  - Pierwsze miejsce w klasyfikacji asystentów wśród obrońców: 6 asyst
  - Najlepszy obrońca turnieju
- Mistrzostwa świata juniorów do lat 20 w 2005:
  - Pierwsze miejsce w klasyfikacji asystentów wśród obrońców: 7 asyst
  - Pierwsze miejsce w klasyfikacji kanadyjskiej wśród obrońców: 8 punktów
  - Skład gwiazd turnieju
- Hokej na lodzie na Zimowych Igrzyskach Olimpijskich 2010:
  - Pierwsze miejsce w klasyfikacji +/- turnieju: + 9
- NHL (2011/2012):
  - NHL All-Star Game
  - Pierwszy skład gwiazd[5]
- Występ w Meczu Gwiazd NHL w sezonie 2016–2017
- Mistrzostwa Świata w Hokeju na Lodzie 2019/Elita:
  - jeden z trzech najlepszych zawodników reprezentacji w turnieju[6]